# Comtat de les Òrcades
El comtat de les Òrcades va ser un territori nòrdic governat pels comtes (o jarls) de les illes Òrcades des del segle IX fins a 1472. Va ser fundat durant l'era dels víkings per invasors i colons víkings d'Escandinàvia. Als segles IX i X va cobrir les illes del nord (Norðreyjar) de les Òrcades i les Shetland, així com Caithness i Sutherland al continent.
Va ser un territori dependent del Regne de Noruega fins al 1472, quan va ser absorbit pel Regne d'Escòcia. Originalment, el títol de Jarl o Comte de les Òrcades era hereditari.

## Història
Les illes del nord de les Òrcades i Shetland es troben a l'extrem més septentrional de Gran Bretanya. A l'edat del ferro, formaven part del regne picte. A partir de finals del segle VIII dC, els pictes van ser desplaçats gradualment de les illes pels nòrdics d'Escandinàvia. La naturalesa d'aquest canvi és controvertida, i les teories van des de la integració pacífica fins a l'esclavitud i el genocidi.

### Comtes nòrdics
Les Òrcades i les Shetland van viure una important afluència de colons nòrdics a finals del segle VIII i principis del IX. Els víkings nòrdics van fer de les illes la seu de les seves expedicions pirates realitzades contra Noruega i les costes de l'Escòcia continental. En resposta, es diu que el rei noruec Harald Fairhair (Harald Hårfagre) va annexionar les illes del Nord l'any 875; tot i que és evident que aquesta història, que apareix a la Saga Orkneyinga, es basa en els viatges posteriors de Magnus Barelegs, i alguns estudiosos creuen que és apòcrifa. Rognvald Eysteinsson va rebre les Orcades i les Shetland de Harald sota la forma de comtat com a reparació de la mort del seu fill en batalla a Escòcia; després va passar el comtat al seu germà Sigurd el Poderós, que va governar del c.875 al 892).

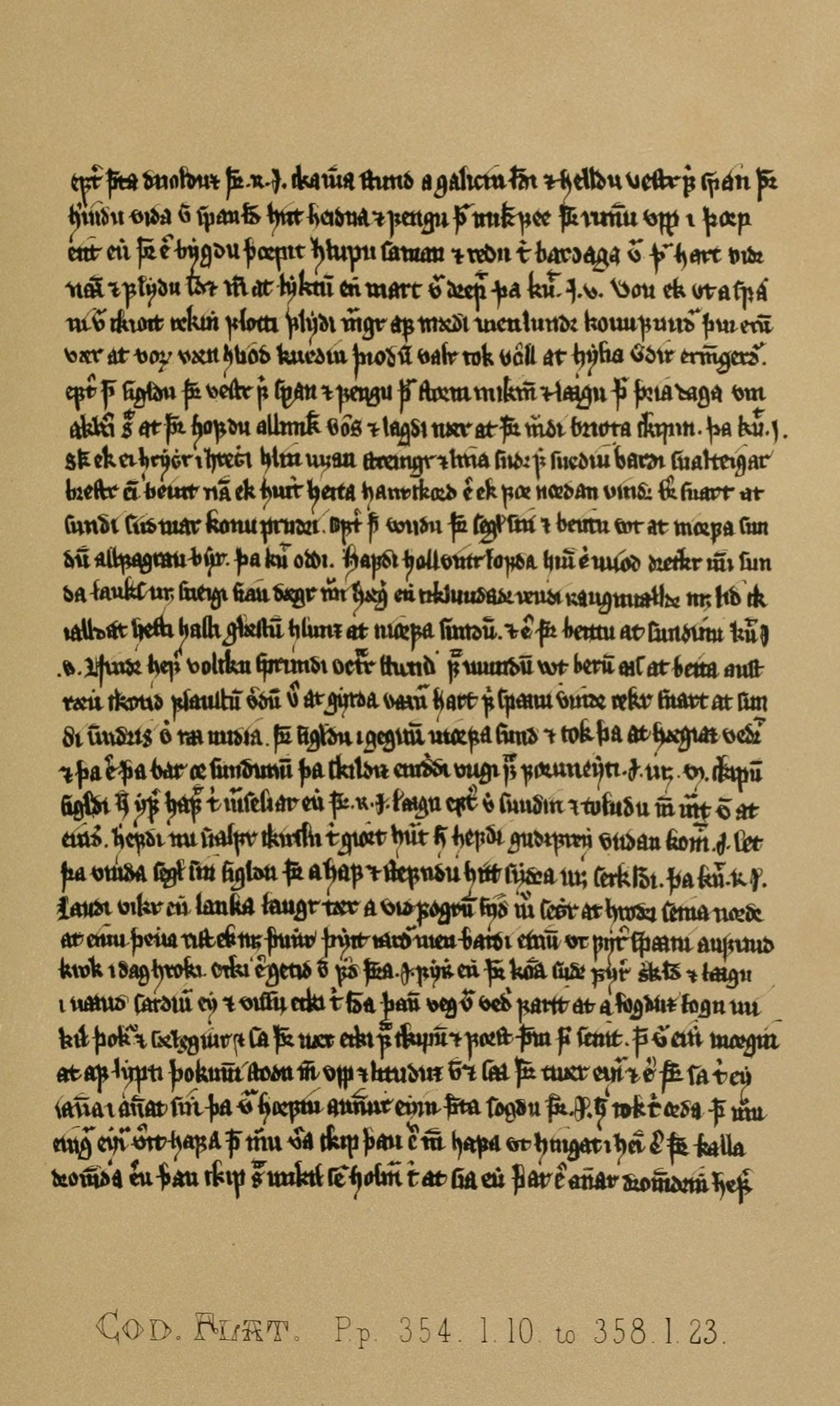
Pàgina del Flatey Book, que conté una part del capítol 93 de la Saga Orkneyinga.

Tanmateix, la línia de Sigurd amb prou feines li va sobreviure i va ser Torf-Einarr (895–910), fill de Rognvald per una esclava, qui va fundar la dinastia que va controlar les illes durant segles després de la seva mort. Va ser succeït pel seu fill Thorfinn Skull-splitter (c.910–963) i durant aquell temps el deposat rei noruec Eric el Sanguinari sovint va utilitzar les Òrcades com a base d'atac abans de ser assassinat el 954. La mort de Thorfinn i el presumpte enterrament al broch de Hoxa, a l'illa de South Ronaldsay, va provocar un llarg període de lluita dinàstica.
La informació detallada sobre la cristianització de les illes d'Escòcia durant l'era nòrdica és fàcil d'estudiar La Saga Orkneyinga suggereix que les illes van ser cristianitzades per Olaf Tryggvasson l'any 995 quan es va aturar a South Walls en el seu camí d'Irlanda a Noruega. La saga diu que el rei va convocar el jarl Sigurd el Fort i li va dir: "Ordeno que vostè i tots els seus súbdits siguin batejats. Si us hi negueu, us faré matar al moment i us juro que devastaré totes les illes amb foc i acer". No és sorprenent que Sigurd acceptés i les illes es van convertir en cristianes d'un sol cop, rebent el seu propi bisbe a principis del segle XI.

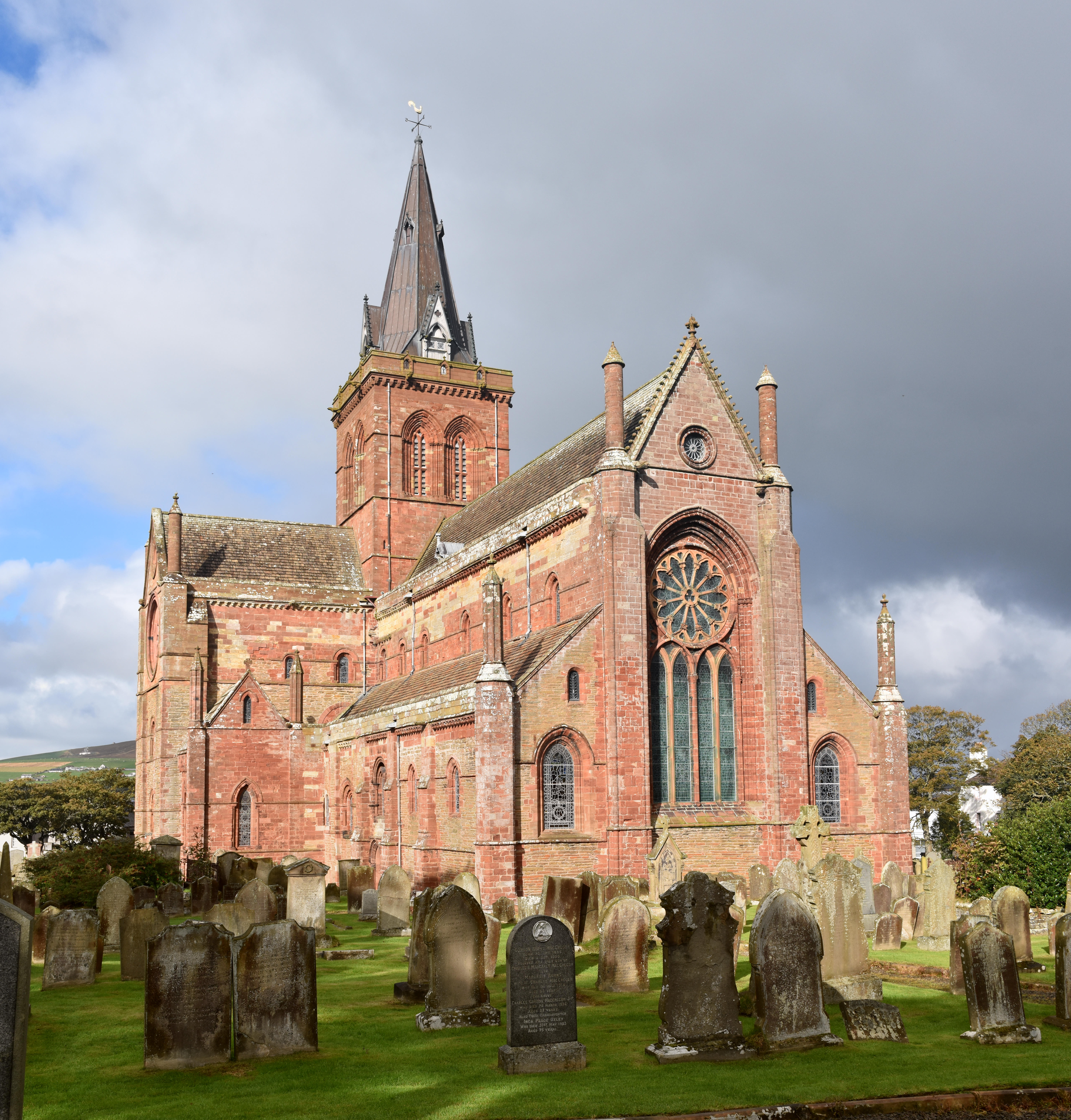
Catedral de Sant Magnus, a Kirkwall.

Thorfinn el Poderós (c.1025–1064) era fill de Sigurd i net del rei Malcolm II d'Escòcia (Máel Coluim mac Cináeda). Juntament amb els altres fills de Sigurd, va governar les Òrcades i les Shetland durant la primera meitat del segle XI i va estendre la seva autoritat sobre el regne de les Illes. Els fills de Thorfinn Paul i Erlend el van succeir, i van lluitar en la batalla de Stamford Bridge el 1066. Paul i Erlend es van barallar d'adults i aquesta disputa va passar a la següent generació. El martiri de Magnus Erlendsson, que va ser assassinat l'abril de 1116 pel seu cosí Haakon Paulsson, va donar lloc a la construcció de la catedral de Sant Magnus, encara avui una característica dominant de Kirkwall.
Inusualment, a partir del 1100, els jarls nòrdics deuen lleialtat tant a la corona noruega per les Òrcades com a la corona escocesa a través de les seves propietats com a comtes de Caithness. El 1231 la línia dels comtes nòrdics, ininterrompuda des de Rognvald, va acabar amb l'assassinat de Jon Haraldsson a Thurso. El comte de Caithness va ser concedit a Magnus, segon fill del comte d'Angus, a qui Haakon IV de Noruega va confirmar com a comte de les Òrcades el 1236. L'any 1290, la mort de la infanta princesa Margarita, donzella de Noruega a les Òrcades, de camí cap a l'Escòcia continental, va provocar una successió disputada que va conduir a les Guerres d'Independència d'Escòcia. El 1379 el comtat va passar a la família Sinclair, que també eren barons de Roslin prop d'Edimburg.
El 1468, Christian I, en la seva qualitat de rei de Noruega, va comprometre les Òrcades i les Shetland com a garantia contra el pagament del dot de la seva filla Margarida, que estava promesa amb Jaume III d'Escòcia. No obstant això, els diners no es van pagar mai, i les Òrcades van ser absorbides pel Regne d'Escòcia el 1472. L'últim comte de les Òrcades que va tenir el títol sota la corona noruega va ser Guillem Sinclair.

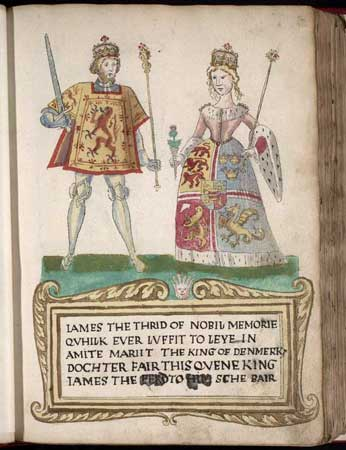
Jaume III d'Escòcia i Margarida de Dinamarca, el compromís dels quals va provocar el pas de les Òrcades de Noruega a Escòcia.

### Comtes escocesos
El següent títol atribuït a les Òrcades va ser el ducat les Òrcades, que va ser donat a James Hepburn, quart comte de Bothwell, marit de Maria, reina d'Escòcia, el 1567. Més tard però, aquell any, va perdre el títol quan Maria es va veure obligada a abdicar.
Posteriorment el comtat de les Òrcades es va refundat dos cops més, La primera (segona creació) va ser creada per Jaume VI d'Escòcia. Els comtes Stewart tenien la seu al castell de Kirkwall, que havia estat construït per Enric I Sinclair. Aquest castell va ser enderrocat amb la desaparició del títol el 1614.
La segona refundació (tercera creació) i la darrera del comtat va ser a favor de l'home que el 1735 es convertiria en el primer mariscal de camp de la Gran Bretanya, Lord George Hamilton, el cinquè fill de William Douglas, duc de Hamilton.
El títol va passar a la família O'Brien, després a la família Fitzmaurice i més tard a la família St John. Els títols subsidiaris de vescomte de Kirkwall i Lord Dechmont es van crear al mateix temps que el comtat.
Cap d'aquests comtes tenia cap connexió amb les Òrcades que no fos el mateix títol. L'actual comte, Peter St John, va néixer i viu al Canadà.

## Llista de senyors de les Òrcades

### Jarls noruecs[17]
- 885 - 890 Sigurd I Riki, fill d'Esteinn Glumra
- 890 - 891 Guthormr, fill de Sigurd I Riki
- 891 - 892 Halldr, fill il·legítim de Ragnvald Eysteinsson Jarl de Møre
- 893 - 920 Torf-Einarr I, fill il·legítim de Rognvaldr de More
- 920 – 954 Arnkell i Erlend I, i Thorfinnr I Hausakljufr, fills de Torf-Einarr
- 954 - 977 Thorfinnr I Hausakljufr
- 977 Arnfinnr, fill de Thorfinnr I
- 978 Havardr, fill de Thorfinnr I
- 979 - 980 Ljotr, fill de Thorfinnr I
- 980 - 987 Hlodvir, fill de Thorfinnr I
- 987 - 1014 Sigurdr II Digri, fill d'Hlodvir
- 1014 - 1015 Sumarlidi, Einarr i Brusi, fills de Sigurdr II Digri
- 1015 - 1019 Einarr II Rangmunnr, Brusi i Thorfinnr II: Thorfinn Sigurdsson era el germanastre d'Einarr II i Brusi
- 1019 - 1036 Brusi i Thorfinnr II
- 1036 - 1037 Thorfinnr II
- 1037 - 1046 Thorfinnr II i Rognvaldr I el fill de Brusi Sigurdsson
- 1046 - 1065 Thorfinnr II
- 1065 - 1098 Pall I i Erlendr II, fills de Thorfinnr II
- 1098 - 1102 El rei Magnus III de Noruega exerceix l'autoritat sobre les illes
- 1102 – 1103 el futur rei Sigurd I de Noruega, fill del rei Magnus III de Noruega
- 1103 - 1105 Haakon Paulsson fill de Pall I
- 1105 - 1116 Haakon Paulsson i Magnus Helgi (literalment el Sant): Magnus era fill d'Erlendr II, assassinat el 16 d'abril de 1117 i canonitzat el 1135
- 1116 - 1122 Haakon Paulsson, sol.
- 1122 - 1123 Haraldr I Slettmali i Pall II el Silenciós fill de Haakon
- 1123 - 1137 Pall II el Silenciós, sol
- 1137 - 1139 Rognvaldr II Kali, fill de Kolr i Gunhilda, filla d'Erlend II
- 1139 – 1158 Rognvaldr II, va morir el 20 d'agost de 1158, i Haraldr II Gamli Maddadarson: Haraldr II net de Hakon
- 1154 - 1156 Erlendr III, fill d'Haraldr I Slettmali Hakonarson, assassinat el 21 de desembre de 1156
- 1158 - 1206 Haraldr II Gamli Maddadarson
  - Haraldr III Ungi, net de Rognvaldr Kali, va ser investit amb el títol de jarl des de 1184/1195 fins a la seva mort el 1198, però mai va regnar a les Òrcades
- 1206 - 1214 David i Jon, fills de Haraldr II Gamli Maddadarson
- 1206 - 1231 Jon

### Comtes escocesos de les Òrcades sota la sobirania noruega[17]

#### Família Angus
- 1236-1239: Magnus (II), fill de Gille Brigte d'Angus
- 1239-1256: Gibbon Magnusson
- 1256-1273: Magnus (III) Gibbonsson
- 1273-1284: Magnus (IV) Magnusson
- 1284-1310: Jon Magnusson
- 1310-1321: Magnus (V) Jonsson

#### Família Strathearn i Sinclair
- 1329-1346/1353: Malise V de Strathearn incloent
  - Maud es casa amb Wayland de Ward
    - 1350-1375: Alexander de Ward, comte de Caithness

  - Euphemia es casa amb Guthorm Spar
    - Malise Spar, pretendent a les Òrcades, assassinada el 1391

  - Agnès es va casar amb Erngisl Sunesson, comte de les Òrcades 1353-1357/1360, va morir el 1392
  - Isabella esposa de William Sinclair
    - 1379-1400: Enric Sinclair
    - 1400-1420: Enric II Sinclair
      - 1423-1434: David Menzies, governador nomenat pel rei de Noruega

    - 1434-1471: Guillem Sinclair, va morir al voltant de 1480

Les Òrcades van ser annexionades per Escòcia el 1471, després de la unió de Margarida de Dinamarca amb el rei Jaume III d'Escòcia.

### Duc i comte de les Òrcades
- 1567: James Hepburn, comte de Bothwell i duc de les Òrcades

### Comtes de les Òrcades, segona creació (1581)
Segona creació del títol de comte per Jaume VI d'Escòcia en benefici del fill il·legítim de Jaume V
- 1581-1593: Robert Stewart (1533-1593)

- 1593-1614: Patrick Stewart (1569-1614, fill de l'anterior, deposat el 1614)

### Comtes de les Òrcades, tercera creació (1696)
Tercera creació del títol per Jaume II en benefici de George Hamilton
- 1696-1737: George Hamilton, primer comte de les Òrcades (1666-1737)
- 1737-1756: Anne O'Brien, 2a comtessa de les Òrcades (m. 1756), filla de l'anterior
- 1756-1791: Mary O'Brien, 3a comtessa de les Òrcades (c. 1721-1791), filla de l'anterior
- 1791-1831: Mary FitzMaurice, quarta comtessa de les Òrcades (1755-1831), filla de l'anterior
- John Hamilton FitzMaurice, vescomte de Kirkwall (1778–1820)
- 1831-1877: Thomas John Hamilton FitzMaurice, 5è comte de les Òrcades (1803-1877), net de l'anterior
- 1877–1889: George William Hamilton FitzMaurice, sisè comte de les Òrcades (1827–1889), fill de l'anterior
- 1889–1951: Edmond Walter FitzMaurice, setè comte de les Òrcades (1867–1951), nebot de l'anterior
- 1951–1998: Cecil O'Bryen FitzMaurice, 8è comte de les Òrcades (1919–1998), cosí germà del precedent
- 1998-: Oliver Peter St John, 9è comte de les Òrcades (n. 1938), cosí tercer dels anteriors